# Élections législatives de 2007 dans les Hautes-Alpes
Les élections législatives françaises de 2007 se déroulent les 10 et 17 juin 2007. Dans le département des Hautes-Alpes, deux députés sont à élire dans le cadre de deux circonscriptions. 

## Élus
| Circonscription | Député sortant     | Parti | Parti | Député élu ou réélu | Parti | Parti |
| --------------- | ------------------ | ----- | ----- | ------------------- | ----- | ----- |
| 1re             | Henriette Martinez |       | UMP   | Henriette Martinez  |       | UMP   |
| 2e              | Joël Giraud        |       | PRG   | Joël Giraud         |       | PRG   |

## Résultats

### Résultats à l'échelle du département
| Parti                                            | Parti                               | Premier tour | Premier tour | Second tour | Second tour | Sièges |
| Parti                                            | Parti                               | Voix         | %            | Voix        | %           | Sièges |
| ------------------------------------------------ | ----------------------------------- | ------------ | ------------ | ----------- | ----------- | ------ |
|                                                  | Union pour un mouvement populaire   | 25 402       | 37,61        | 32 784      | 48,7        | 1      |
|                                                  | Mouvement pour la France            | 536          | 0,79         |             |             | 0      |
|                                                  | Majorité présidentielle             | 25 938       | 38,40        | 32 784      | 48,7        | 1      |
|                                                  |                                     |              |              |             |             |        |
|                                                  | Parti radical de gauche             | 11 248       | 16,65        | 17 184      | 25,53       | 1      |
|                                                  | Parti socialiste                    | 7 972        | 11,80        | 17 345      | 25,77       | 0      |
|                                                  | Les Verts                           | 2 507        | 3,71         |             |             | 0      |
|                                                  | Parti communiste français           | 618          | 0,91         | 0           |             |        |
|                                                  | Gauche parlementaire                | 22 345       | 33,08        | 34 529      | 51,3        | 1      |
|                                                  |                                     |              |              |             |             |        |
|                                                  | UDF–Mouvement démocrate             | 10 571       | 15,65        |             |             | 0      |
|                                                  | Extrême gauche                      | 3 434        | 5,08         | 0           |             |        |
|                                                  | Front national                      | 1 760        | 2,61         | 0           |             |        |
|                                                  | Chasse, pêche, nature et traditions | 1 132        | 1,68         | 0           |             |        |
|                                                  | Divers écologiste                   | 645          | 0,95         | 0           |             |        |
|                                                  | Divers                              | 540          | 0,80         | 0           |             |        |
|                                                  | Ligue communiste révolutionnaire    | 517          | 0,77         | 0           |             |        |
|                                                  | Lutte ouvrière                      | 440          | 0,65         | 0           |             |        |
|                                                  | Mouvement national républicain      | 225          | 0,33         | 0           |             |        |
|                                                  |                                     |              |              |             |             |        |
| Inscrits                                         | Inscrits                            | 103 521      | 100,00       | 103 506     | 100,00      | 2      |
| Abstentions                                      | Abstentions                         | 34 719       | 33,54        | 33 821      | 32,68       |        |
| Votants                                          | Votants                             | 68 802       | 66,46        | 69 685      | 67,32       |        |
| Blancs et nuls                                   | Blancs et nuls                      | 1 255        | 1,82         | 2 372       | 3,4         |        |
| Exprimés                                         | Exprimés                            | 67 547       | 98,18        | 67 313      | 96,6        |        |
| Source : Ministère de l'Intérieur - Hautes-Alpes |                                     |              |              |             |             |        |

### Résultats par circonscription

#### Première circonscription (Gap)
| Candidat       | Candidat                           | Parti               | Premier tour | Premier tour | Second tour | Second tour |  |
| Candidat       | Candidat                           | Parti               | Voix         | %            | Voix        | %           |  |
| -------------- | ---------------------------------- | ------------------- | ------------ | ------------ | ----------- | ----------- |  |
|                | Henriette Martinez sortante réélue | UMP                 | 14 736       | 39,81        | 18 621      | 51,77       |  |
|                | Karine Berger                      | PS                  | 7 972        | 21,54        | 17 345      | 48,23       |  |
|                | Jean-Michel Arnaud                 | UDF–MoDem           | 6 244        | 16,87        |             |             |  |
|                | Jean-Claude Eyraud                 | Extrême gauche (GA) | 3 434        | 9,28         |             |             |  |
|                | Marie Tarbouriech                  | Les Verts           | 1 269        | 3,43         |             |             |  |
|                | Martine Lelièvre                   | FN                  | 1 093        | 2,95         |             |             |  |
|                | Patrick Faure                      | CPNT                | 682          | 1,84         |             |             |  |
|                | Marcelle Schwendemann              | MÉI                 | 359          | 0,97         |             |             |  |
|                | Colette Faure                      | MPF                 | 339          | 0,92         |             |             |  |
|                | Élisabeth Thomas                   | LO                  | 306          | 0,83         |             |             |  |
|                | Brigitte Krief                     | Divers              | 249          | 0,67         |             |             |  |
|                | Aurore Leforestier                 | MNR                 | 142          | 0,38         |             |             |  |
|                | Denis Dupré                        | Divers écologiste   | 135          | 0,36         |             |             |  |
|                | Jacques Daudon                     | Divers              | 57           | 0,15         |             |             |  |
|                |                                    |                     |              |              |             |             |  |
| Inscrits       | Inscrits                           | Inscrits            | 57 668       | 100,00       | 57 664      | 100,00      |  |
| Abstentions    | Abstentions                        | Abstentions         | 19 891       | 34,49        | 20 181      | 35          |  |
| Votants        | Votants                            | Votants             | 37 777       | 65,51        | 37 483      | 65          |  |
| Blancs et nuls | Blancs et nuls                     | Blancs et nuls      | 760          | 2,01         | 1 517       | 4,05        |  |
| Exprimés       | Exprimés                           | Exprimés            | 37 017       | 97,99        | 35 966      | 95,95       |  |

#### Deuxième circonscription (Briançon)
| Candidat       | Candidat                  | Parti          | Premier tour | Premier tour | Second tour | Second tour |  |
| Candidat       | Candidat                  | Parti          | Voix         | %            | Voix        | %           |  |
| -------------- | ------------------------- | -------------- | ------------ | ------------ | ----------- | ----------- |  |
|                | Joël Giraud sortant réélu | PRG            | 11 248       | 36,84        | 17 184      | 54,82       |  |
|                | Alain Bayrou              | UMP            | 10 666       | 34,94        | 14 163      | 45,18       |  |
|                | Chantal Eymeoud           | UDF–MoDem      | 4 327        | 14,17        |             |             |  |
|                | Pierre Leroy              | Les Verts      | 1 238        | 4,06         |             |             |  |
|                | Michel-Louis Pellion      | FN             | 667          | 2,18         |             |             |  |
|                | Christian Schuller        | PCF            | 618          | 2,02         |             |             |  |
|                | Vincent Chaboy            | LCR            | 517          | 1,69         |             |             |  |
|                | André Garcia              | CPNT           | 450          | 1,47         |             |             |  |
|                | Monique Perrin            | Divers         | 234          | 0,77         |             |             |  |
|                | Claude Bobin              | MPF            | 197          | 0,65         |             |             |  |
|                | Jacques Gollion           | GÉ             | 151          | 0,49         |             |             |  |
|                | Gérard Sauge              | LO             | 134          | 0,44         |             |             |  |
|                | Jean-Pierre Bouteille     | MNR            | 83           | 0,27         |             |             |  |
|                |                           |                |              |              |             |             |  |
| Inscrits       | Inscrits                  | Inscrits       | 45 853       | 100,00       | 45 842      | 100,00      |  |
| Abstentions    | Abstentions               | Abstentions    | 14 828       | 32,34        | 13 640      | 29,75       |  |
| Votants        | Votants                   | Votants        | 31 025       | 67,66        | 32 202      | 70,25       |  |
| Blancs et nuls | Blancs et nuls            | Blancs et nuls | 495          | 1,6          | 855         | 2,66        |  |
| Exprimés       | Exprimés                  | Exprimés       | 30 530       | 98,4         | 31 347      | 97,34       |  |